# Trương Minh Khải
Trương Minh Khải (sinh năm 1963) là một tướng lĩnh trong Quân đội nhân dân Việt Nam, hàm Thiếu tướng, nguyên là Phó Tư lệnh kiêm Tham mưu trưởng Quân khu 9 (2015 - 2023).

## Thân thế và binh nghiệp
Trước năm 2015, ông là Phó Tham mưu trưởng Quân khu 9
Tháng 10 năm 2015, ông được bổ nhiệm giữ chức Phó Tư lệnh kiêm Tham mưu trưởng Quân khu 9 đồng thời được thăng quân hàm Thiếu tướng.